# شهریارک تانیمبار
شهریارک تانیمبار (نام علمی: Symposiachrus mundus) نام یک گونه از سرده شهریارک‌های رنگ‌پریده است.